# Public Relations Global Network
Ifølge World PR Report er Public Relations Global Network (PRGN) et de fire største PR-netværk i verden.  PRGN består af næsten 50 bureauer, der opererer på mere end 80 markeder rundt omkring i verden og leverer public relations services til mere end 1.000 kunder. Netværket startede i 1992 i Phoenix, Arizona (USA).

## Historik
- Etableret i 1992 som „The Phoenix Network“ (kun medlemmer fra USA) i Phoenix, Arizona
- 2001/2 De første europæiske medlemmer kommer til fra Frankrig, Tyskland og Storbritannien
- 2002 Nyt navn „Public Relations Global Network“ (PRGN)
- 2004 Bureauet i Australien bliver medlem
- 2005 Bureauet fra Mexico kommer med
- 2007 Afrika (Sydafrika) og Sydamerika (Brasilien) er med om bord
- 2008 Den første asiatiske partner (fra Singapore) bliver medlem
- 2017 50 medlemmer på alle 6 kontinenter[3]

## Lederskab
Public Relations Global Network er baseret på privatejede medlemsvirksomheder og har ikke noget hovedkontor. Hvert år vælger netværket en ny administrerende direktør. I øjeblikket er Christina Rytter fra Scandinavian Communications, København, Danmark.